# 129 f.Kr.

## Händelser

### Efter plats

#### Romerska republiken
- Kungariket Pergamon, inklusive Hierapolis, blir, efter den siste attalidiske kungen Attalos III:s död år 133 f.Kr. och efter att Marcus Perperna med kappadokisk hjälp har besegrat tronpretendenten Aristonikos, den romerska provinsen Asia.
- Gajus Sempronius Tuditanus firar sin triumf över japoderna i Illyrien.
- Scipio Aemilianus mördas av sina fiender i Rom.

#### Seleukiderriket
- Demetrios II återfår sin frihet och återtar tronen i Seleukiderriket.
- Den seleukidiske kungen Antiochus VII besegras och dödas av parterna under Fraates II i slaget vid Ekbatana, vilket gör slut på det seleukidiska styret över Medien.

#### Kina
- Den kinesiske kejsaren Han Wudi inleder sitt första fälttåg till den norra stäppen.

### Efter ämne

#### Astronomi
- Hipparchos publicerar sin stjärnkatalog.
- En total solförmörkelse används av Hipparchos för att uppskatta avståndet mellan jorden och månen.

## Avlidna
- Antiochos VII, kung av Syrien (stupad)
- Karneades, grekisk filosof och grundare av den tredje akademin
- P. Cornelius Scipio Aemilianus Africanus Numantinus, romersk politiker
- Feidhlimidh, irländsk prins